# 泰化
泰化（英語：Thaification）是指泰国嘗試同化不同民族与文化入中央泰人文化中。这个政策是20世纪泰国成为一个民族国家后出现。
泰化是20世纪泰国民族国家建立过程中迈出的一步，在这个国家中，泰国中部民族占据主导地位，与历史上多元文化的暹罗王国形成鲜明对比。一个相关术语“泰性”描述了泰国人区别于其他民族的独特特征。

## 行动
泰化是1930年代，銮披汶·颂堪政变掌權后的泰民族主义政策，他们推行同化政策想將泰国华人等少数民族同化成泰人，泰语成为官方语言，泰族文化成为官方文化。每天播两次国歌，一次在早上8:00，另一次在傍晚18:00。少数族裔拥有的企业，例如传统的华人企业，被政府积极收购，并将优先合同授予了泰族中部族人和愿意合作的华人。
泰国身份认同通过12项泰国文化授权得以确立，并在腹地和农村地区得到强化。泰国中部在经济和政治上占据主导地位，与多语种的暹罗语不同，中部泰语成为媒体、商业、教育和所有国家机构的官方语言。中部泰语价值观被成功灌输，被视为理想的国家价值观，越来越多的人口认同自己是泰国人。中部泰语文化是一种财富和地位的文化，对曾经多元化、寻求认同民族主义统一的人口具有巨大的吸引力。

## 目标
泰化最主要目标是欲同化泰王国周边的民族：東北的老族、泰北山区部落、南部马来人、孟族与泰国華人。泰化方法是要他们说中央泰语与禁止泰国華人進入華人学校。

## 政策
政府的税收化可以分为三套政策：

### 农村发展
在第一套政策中，政府针对边缘群体制定了具体的政策和行动。例如，1964年的“加速农村发展计划”，其伊桑部分将加强对曼谷及全国其他地区的忠诚作为其目标之一。

### 教育
第二套政策是在全国范围内实施的，但对边缘群体的影响尤为严重。例如，规定在学校使用中部泰语。这对中部泰人或暹罗人几乎没有影响，他们本来就以该语言为母语，但却使东北部的依善语使用者、北部泰语（คำเมือง）使用者和南部的亚维语（ยาวี）使用者都成为了双语使用者。
泰国华人遭受了更为严厉的手段。1949年中华人民共和国成立后，以右翼独裁者巴披汶·颂堪为首的一系列反共泰国军政府大幅减少中国移民，并禁止在泰国设立华校。 20世纪50年代后出生的泰国华人“进入华校的机会非常有限”。那些有能力出国留学的泰国华人由于经济原因选择学习英语，而不是普通话。其结果是，泰国华人“几乎完全丧失了祖先的语言”，并逐渐丧失了华人身份。

### 鼓励泰国民族主义
第三套政策旨在鼓励国民的泰国民族主义，例如推崇国王为国家象征，在学校向国旗致敬，以及每天两次在广播和电视上播放国歌，时间分别是早上8点和下午6点，以及在公共场所。鼓励泰国民族主义的预期副作用是抑制其他民族的忠诚，例如对老挝的忠诚，这种忠诚源于泰国中部地区民众对老挝在伊善地区文化和政治主导地位的恐惧。以及南部的马来语 。